# J-invariante

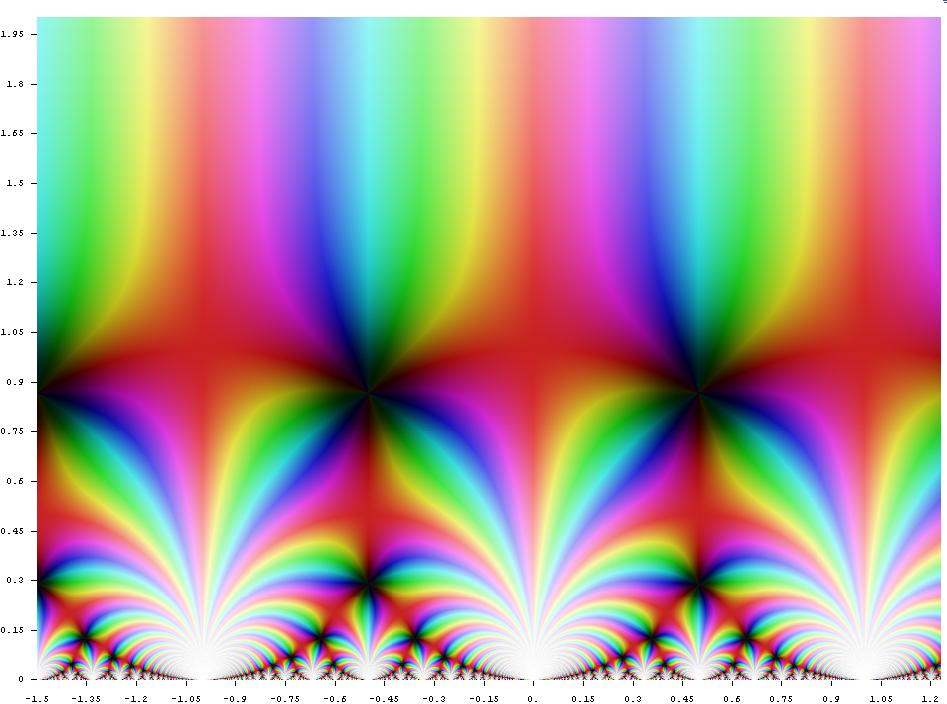
j-invariante de Klein en el plano complejo

En matemáticas, j-invariante de Klein o función j, considerada como una función de una variable compleja τ, es una forma modular de peso cero para SL(2, Z) definida sobre el semiplano positivo de números complejos. Es la única función tal que es holomorfa lejos de un polo simple de la cúspide tal que
{\displaystyle j\left(e^{{\frac {2}{3}}\pi i}\right)=0,\quad j(i)=1728.}
Las funciones racionales de j son modulares, y de hecho proporcionan todas las funciones modulares. Clásicamente, el j-invariante se estudió como una  parametrización de curvas elípticas sobre C, pero también tiene sorprendentes conexiones con las simetrías del grupo monstruo (esta conexión se refiere al monstrous moonshine).